# 香港房屋委員會展覽中心

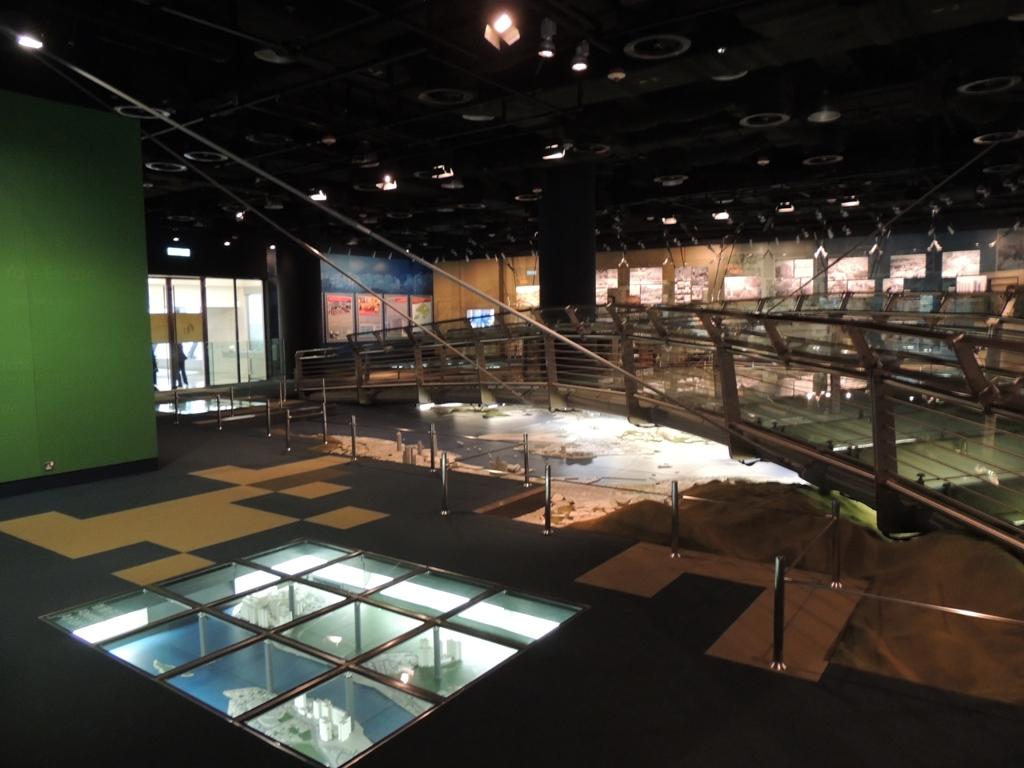
香港房屋委員會展覽中心

香港房屋委員會展覽中心（英語：Hong Kong Housing Authority Exhibition Centre），位於香港九龍何文田佛光街80號房屋委員會總部第三座4樓，是介紹香港公共房屋發展的博物館，由香港房屋委員會負責管理，惟不明原因，已於2022年3月關閉。

## 展館沿革

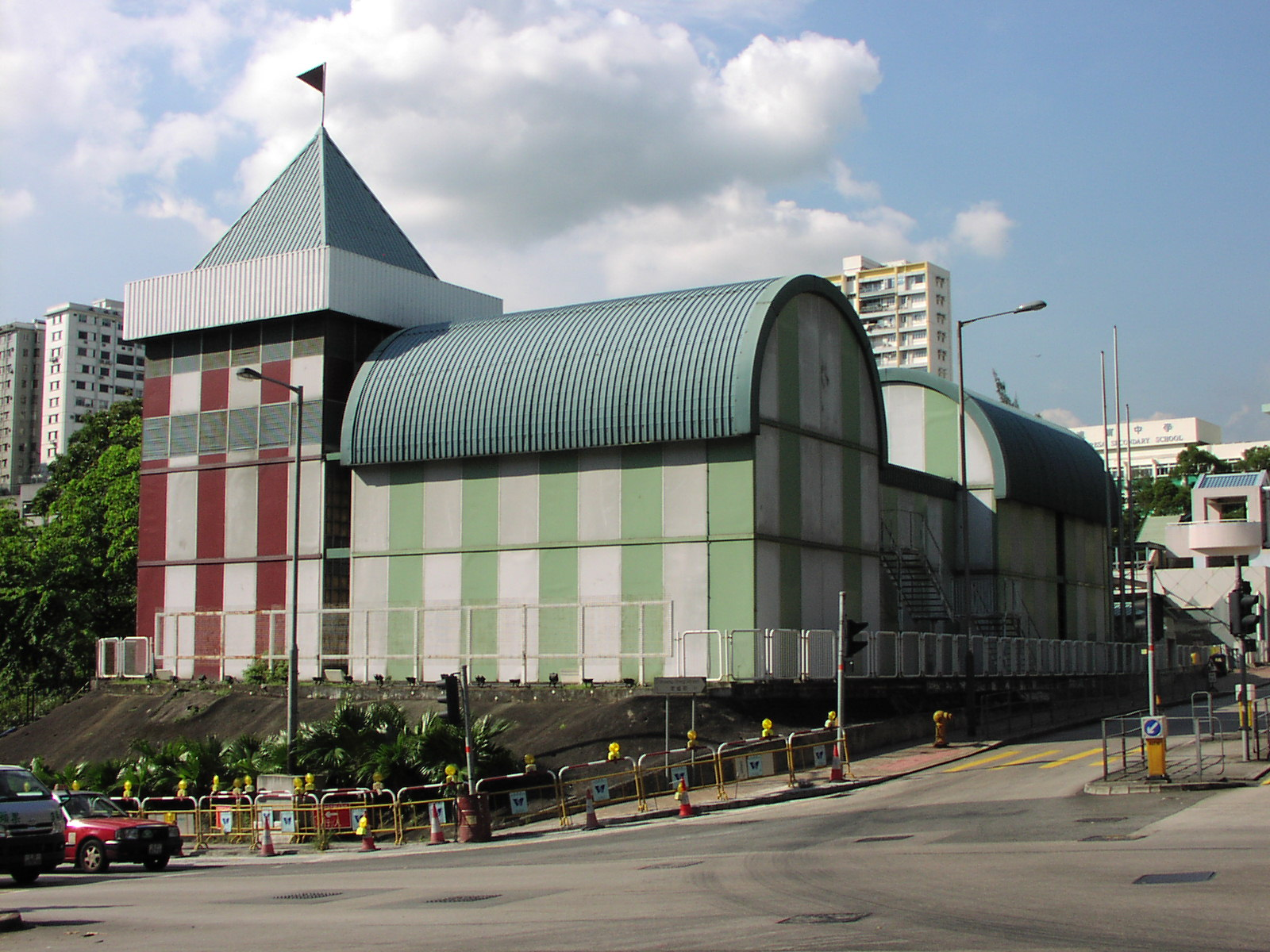
在1998年設於佛光街與常盛街交界的臨時展館建築物，該處於2002年因展覽中心遷至何文田廣場而被荒廢十多年，直至2017年拆卸並重建為香港都會大學賽馬會健康護理學院大樓。

展覽中心於1996年啟用，初時為鋼結構構件及預製組件興建的兩層展館及一座單層的訪客中心，館址設於何文田佛光街與常富街交界（即房委會總部第3座現址），並展示長者住屋及康和式居屋的示範單位。
因為需要配合興建何文田廣場，第一代館址於1997年9月30日關閉，示範單位則延至1998年7月27日關閉。第二代展館設於佛光街與常盛街交界的一個公園內，為鋼架結構的鐵皮建築，臨時展館於1998年1月17日對外開放。2001年何文田廣場落成，房委會在何文田廣場3樓301A號鋪位設立展覽中心，取代位於常盛街的臨時館址。2002年7月18日，何文田廣場館址由署理政務司司長孫明揚及房屋及規劃地政局常任秘書長（房屋）梁展文主持開幕，7月21日正式對外開放。展館入口原設於何文田廣場3樓317A號舖，並設有接待櫃台。位於常盛街的第二代館址於2002年關閉並交予康文署管理，館址的建築物因地皮被移交予香港公開大學（今香港都會大學）興建第四座校舍而於2017年拆卸。
因租約期滿，何文田廣場的入口於2007年11月24日關閉。入口改於香港房屋委員會總部第三座4樓，參觀人仕入場前需要在總部大樓的地下登記。

## 展覽特色
該中心強調互動與創新，展區分為：
- 時光漫遊
  - 台階式的展覽動線，透過圖片、實物擺設及模擬單位，讓參觀者體驗公共房屋計劃的發展過程。
- 觀景橋
  - 位於展區的中央位置，建於一個1：1000的香港公共房屋規劃模型之上。參觀者可從觀景橋看到房委會的發展項目在香港市區的分佈
- 資訊角
- 工作坊
- 簡介影院

## 榮譽
- 該館的創新展示形式曾獲得以下獎項：

1. 香港室內設計協會「2002亞太區室內設計大獎」—「公共機構」組別大獎
2. 香港設計師協會「設計2002展」—銅獎（「空間設計」組別）
3. 美國建築師學會 (香港分會)優異獎

## 外部連結
- 香港房屋委員會展覽中心 （页面存档备份，存于）